# Marieta
Marieta je žensko osebno ime.
```
Izvor imena ==
```

Ime Marieta je različica ženskega osebnega imena Marija.

## Pogostost imena
Po podatkih Statističnega urada Republike Slovenije je bilo na dan 31. decembra 2007 v Sloveniji število ženskih oseb z imenom Marieta: 6.

## Osebni praznik
Osebe z imenom Marieta godujejo takrat kot osebe z imenom Marija.